# Hard Love
| Оценки критиков         | Оценки критиков |
| Источник                | Оценка          |
| ----------------------- | --------------- |
| AllMusic                | [ 1 ]           |
| Jesus Freak Hideout     | [ 2 ]           |
| Music-News.com          | [ 3 ]           |
| The Musical Melting Pot | 92%             |
| Substream Magazine      | [ 5 ]           |
| TheChristianBeat.org    | 4.4/5           |

Hard Love — шестой студийный альбом американской христианской рок-группы Needtobreathe, изданный 15 июля 2016 года на лейбле Atlantic Records.

## История
Журнал Billboard предположил, что Hard Love дебютирует на втором месте в Billboard 200, с тиражом между 45,000 и 50,000 единиц и он станет лучшим для группы показателем. В итоге этот прогноз оказался верным. Альбом возглавил рок-чарт Top Rock Albums и чарт Christian Albums и занял позицию № 2 в основном альбомном хит-параде США с тиражом 46 000 копий. Это уже третий чарттоппер в этих двух рок-чартах после альбомов Rivers in the Wasteland (№ 1 в 2014, он же был на № 3 в Billboard 200) и The Reckoning (№ 1 в 2011). Кроме того, он стал вторым чарттоппером в хит-параде Alternative Albums после Rivers.
Альбом получил положительные отзывы музыкальной критики и интернет-изданий, например, Allmusic, Jesus Freak Hideout, Music-News.com, Substream Magazine, TheChristianBeat.org.

## Список композиций
Источник: BMI.
Слова и музыка всех песен — Bear Rinehart и Bo Rinehart, кроме обозначенных..
| №                   | Название                                   | Автор(ы)                                        | Длительность |
| ------------------- | ------------------------------------------ | ----------------------------------------------- | ------------ |
| 1.                  | «Mountain, Pt. 1»                          |                                                 | 0:56         |
| 2.                  | «Hard Love»                                |                                                 | 3:34         |
| 3.                  | «Money & Fame»                             | Rinehart, Rinehart, Dave Tozer                  | 3:12         |
| 4.                  | «No Excuses»                               |                                                 | 2:45         |
| 5.                  | «When I Sing»                              | Rinehart, Rinehart, Ed Cash, Ido Zmishlany      | 2:42         |
| 6.                  | «Happiness»                                | Rinehart, Rinehart, Whitney Phillips, Zmishlany | 3:25         |
| 7.                  | «Great Night» (при участии Shovels & Rope) | Rinehart, Rinehart, Tozer                       | 2:55         |
| 8.                  | «Be Here Long»                             |                                                 | 3:35         |
| 9.                  | «Don't Bring That Trouble»                 |                                                 | 2:56         |
| 10.                 | «Let's Stay Home Tonight»                  | Rinehart, Rinehart, Luke Laird                  | 3:20         |
| 11.                 | «Testify»                                  |                                                 | 4:03         |
| 12.                 | «Clear»                                    |                                                 | 6:51         |
| Общая длительность: | Общая длительность:                        | Общая длительность:                             | 40:14        |

| №   | Название                                  | Автор(ы)                            | Длительность |
| --- | ----------------------------------------- | ----------------------------------- | ------------ |
| 13. | «When I Sing» (Mountain House version)    | Rinehart, Rinehart, Cash, Zmishlany | 2:42         |
| 14. | «Let's Stay Home Tonight» (original demo) | Rinehart, Rinehart, Laird           | 3:32         |

## Чарты

### Недельные чарты
| Чарт (2016)                           | Лучший результат |
| ------------------------------------- | ---------------- |
| Австралия (ARIA)                      | 46               |
| Канада (Canadian Albums Chart)        | 11               |
| New Zealand Heatseekers Albums (RMNZ) | 6                |
| Шотландия (Scottish Albums Chart)     | 56               |
| Швейцария (Schweizer Hitparade)       | 50               |
| США (Billboard 200)                   | 2                |
| США (Billboard Christian Albums)      | 1                |